# Universitat de Copenhaguen
La Universitat de Copenhaguen (en danès, Københavns Universitet) és la universitat i institució de recerca més gran i antiga de Dinamarca. Es va fundar l'any 1479, el que la converteix en la segona més antiga d'Escandinàvia darrere la Universitat d'Uppsala. Les seves sis facultats estan ubicades en els quatre campus localitzats a la ciutat de Copenhaguen. Així mateix, també compta amb diversos museus i jardins botànics dins i fora de la ciutat. i posseeix i gestiona diverses estacions d'investigació al llarg de Dinamarca, amb dues més ubicades a Groenlàndia. A més, la Facultat de Ciències Mèdiques i de la Salut i els hospitals públics de la capital i la regió de Selàndia constitueixen el conglomerat de l'Hospital Universitari de Copenhaguen.
El curs 2023 compta amb 36.528 estudiants, dels quals un 58% són estudiants de grau la majoria dels quals són dones (un 59%), 10.388 treballadors, dels quals el 53% és personal acadèmic. Els graus s'ofereixen en danès, tanmateix, molts programes de màster també s'ofereixen en anglès i alguns en alemany.
Fins a l'octubre de 2022, deu premis Nobel i un premi Turing tenen relació amb la Universitat com antics alumnes o professors. Entre els antics alumnes s'hi troba Mogens Lykketoft, president de l'Assemblea General de les Nacions Unides, i almenys 24 primers ministres de Dinamarca.

## Rànquings
- Al Rànquing de Xangai de 2023 la universtat està classificada en el lloc 32 del món, en el 7 d'Europa i el 1r de Dinamarca.[12]
- Al CWTS Leiden Ranking de 2024 està classificada en el lloc 35 del món, en el 5 d'Europa i el 1r de Dinamarca.[13]
- Al QS World University Rankings de 2025 està classificada en el lloc 100 del món i en el 33 d'Europa.[14]
- Al Times Higher Education Ranking de 2024 està classificada en el lloc 103 del món.[15]

## Organització
La universitat es regeix per una junta formada per 11 membres: 6 membres provinents de fora de la universitat formen la major part de la junta, 2 membres són nomenats pel personal acadèmic, 1 membre és designat pel personal d'administració i 2 membres són designats pels estudiants. El rector, el prorector i el director de la universitat són nomenats pel consell universitari. El rector nomena al seu torn els directors de les diferents àrees de l'administració i els degans de les diferents facultats. El professorat acadèmic no participa en el nomenament del rector, els degans o els caps de departament. Tot i que hi ha Juntes Acadèmiques electes en l'àmbit de facultat que assessoren els degans. L'any 2023 l'òrgan de govern va gestionar un pressupost anual d'uns 10.413 milions de corones.

## Campus

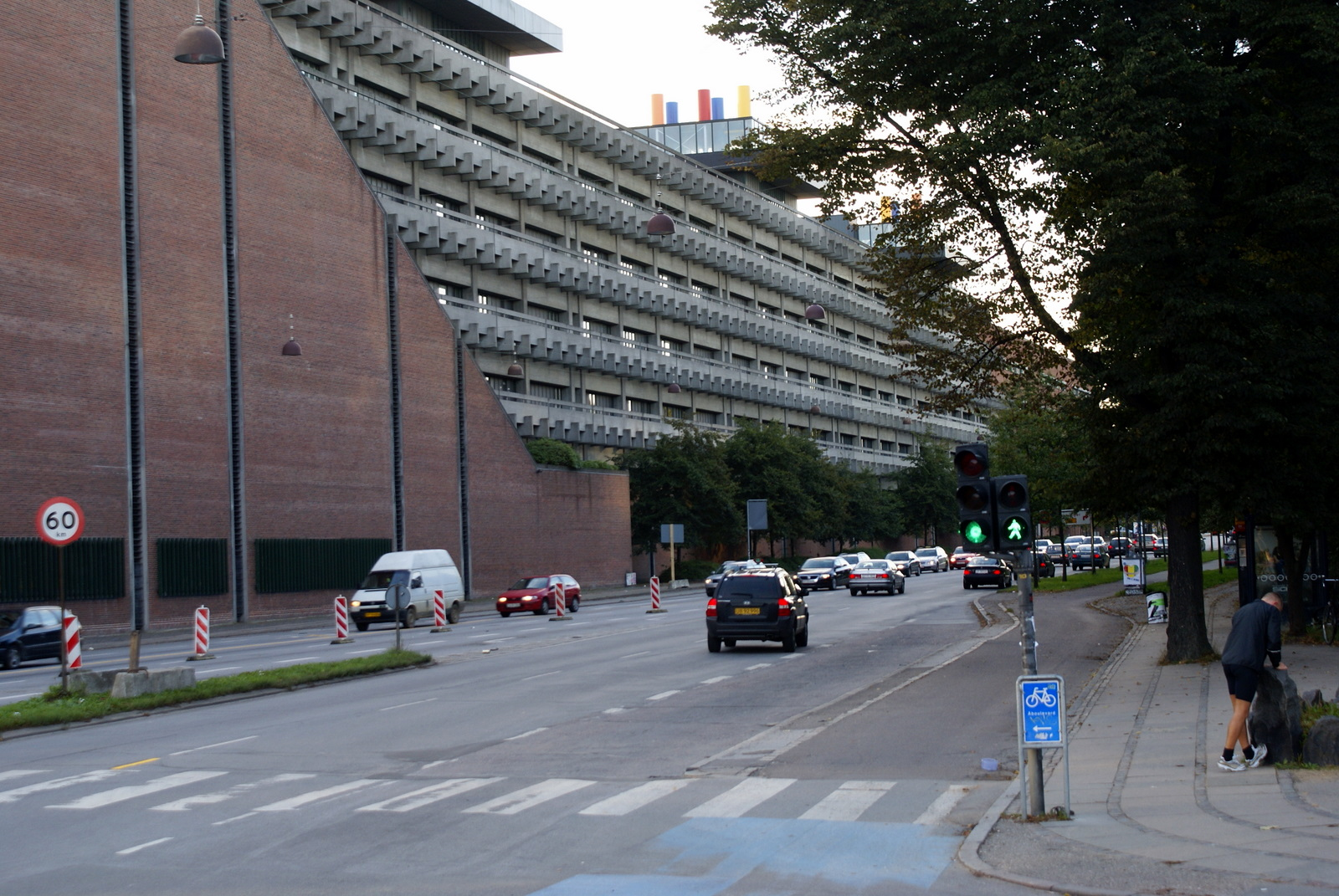
Edifici Panum del campus Nord.

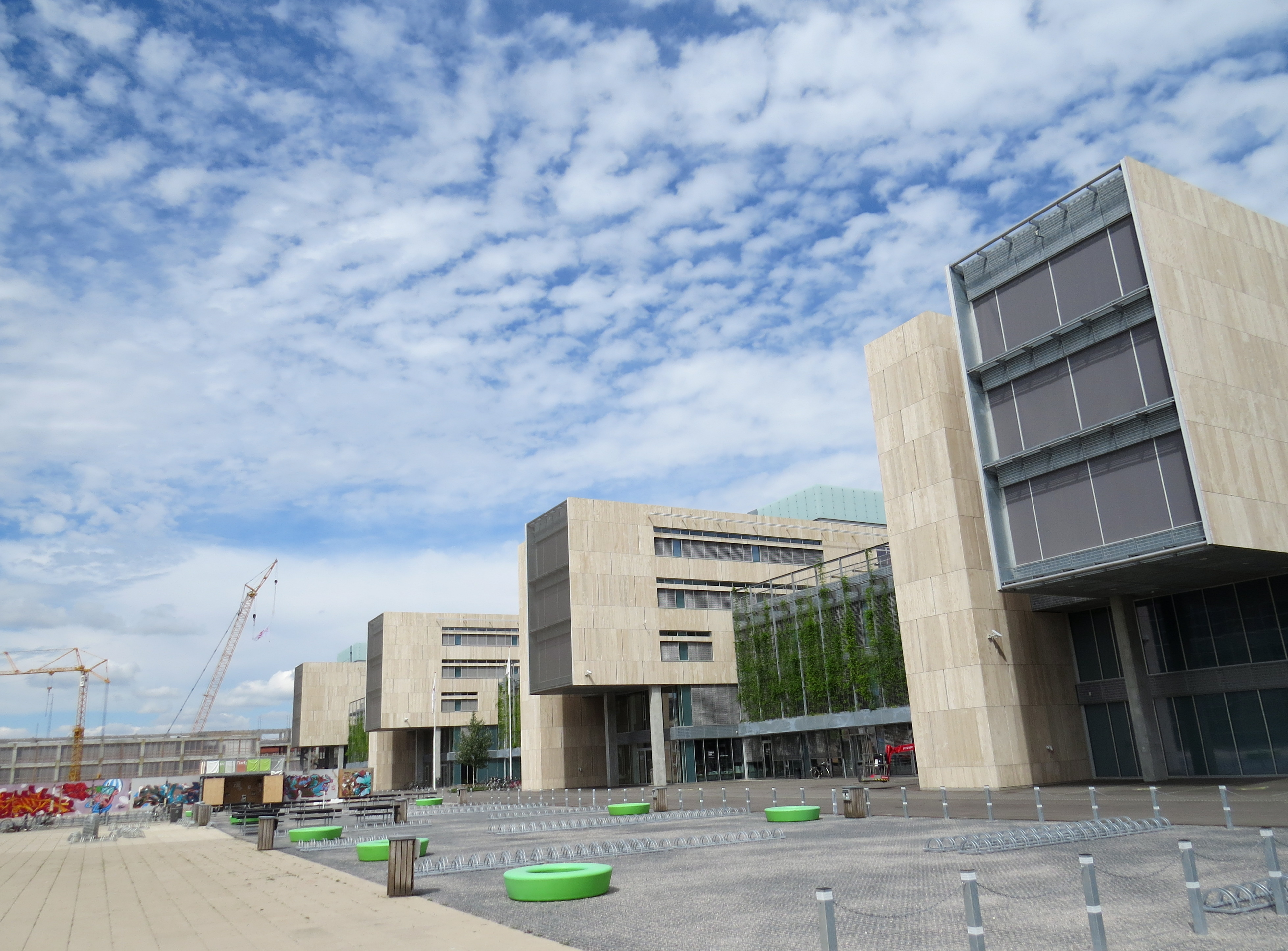
Campus Sud.

La universitat té quatre campus principals que es troben a Hovedstaden, tres a Copenhaguen i un a Frederiksberg:
- Campus Nord: seu de la major part de la Facultat de Ciències de la Natura i de la Vida i la Facultat de Ciències de la Salut.
- Campus de la ciutat: seu de l'administració de la universitat i de la Facultat de Ciències Socials, així com parts de la Ciències de la Salut i la Facultat de Ciències de la Natura i de la Vida.
- Campus Sud: acull les facultats d'Humanitats, Dret, Teologia i una petita part de la Facultat de Ciències de la Natura i de la Vida.
- Campus de Frederiksberg: seu dels departaments de la Facultat de Ciències de la Natura i de la Vida i la Facultat de Ciències de la Salut.

La Facultat de Ciències Mèdiques i de la Salut i la Facultat de Ciències també utilitzen el Campus de Taastrup. I la Facultat de Ciències també té instal·lacions a Helsingør, Hørsholm i Nødebo.

### Facultats
La Universitat comprèn sis facultats que alhora comprenen diferents instituts.
- Facultat d'Humanitats
- Facultat de Dret
- Facultat de Ciències de la Natura i de la Vida
- Facultat de Ciències Socials
- Facultat de Ciències de la Salut
- Facultat de Teologia

### Col·legis majors

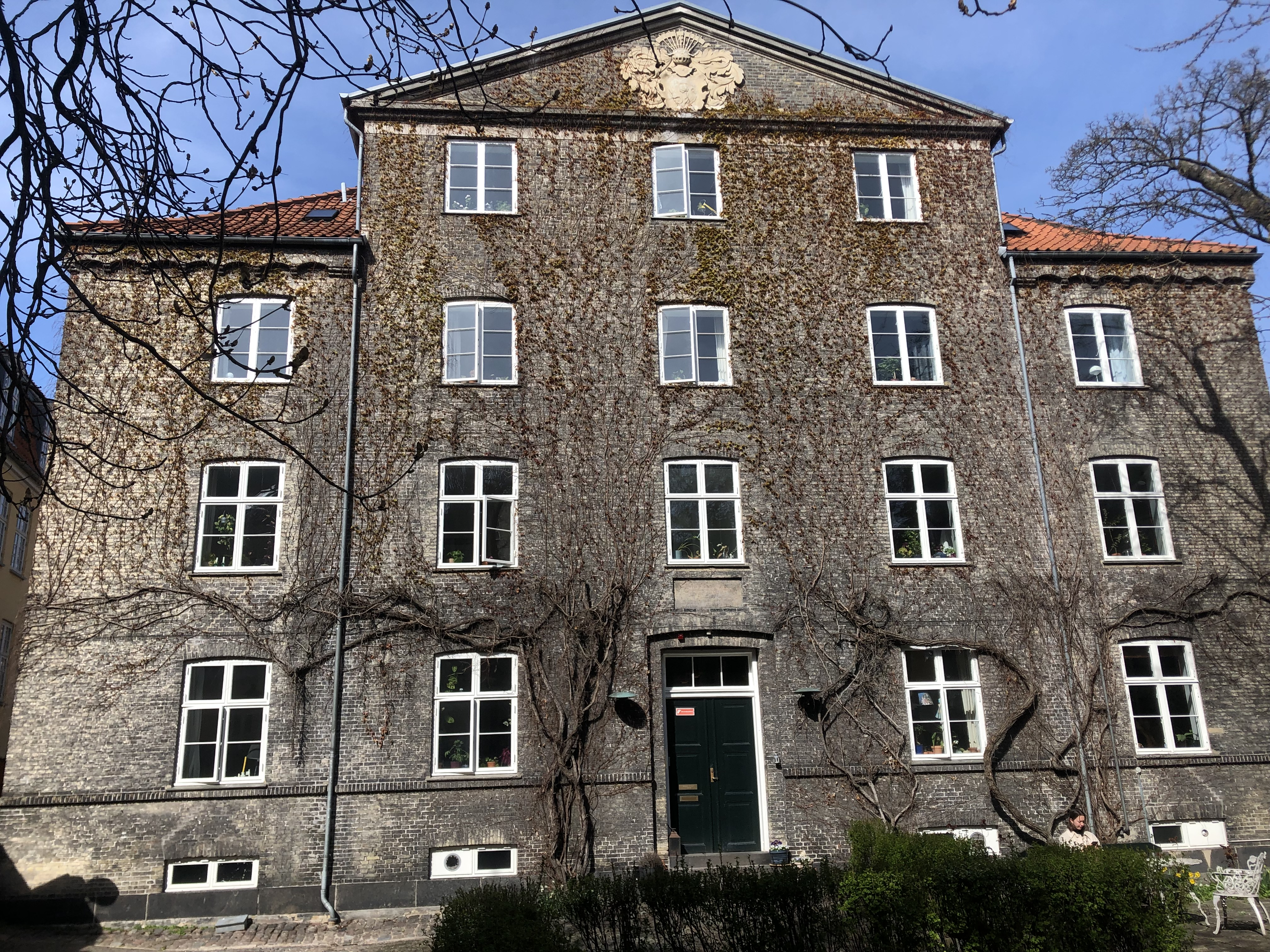
Façana del Valkendorf Collegium.

Existeixen cinc col·legis majors que estan parcialment administrades per la Universitat: Regensen, Elers' Kollegium, Borchs Kollegium, Hassagers Kollegium i Valkendorfs Kollegium. A part, la universitat també ofereix apartaments per a investigadors amb una estada de 6 mesos a 3 anys per al personal investigador visitant i acadèmic que estigui afiliat a projectes de recerca finançats per la Fundació Carlsberg.

## Història

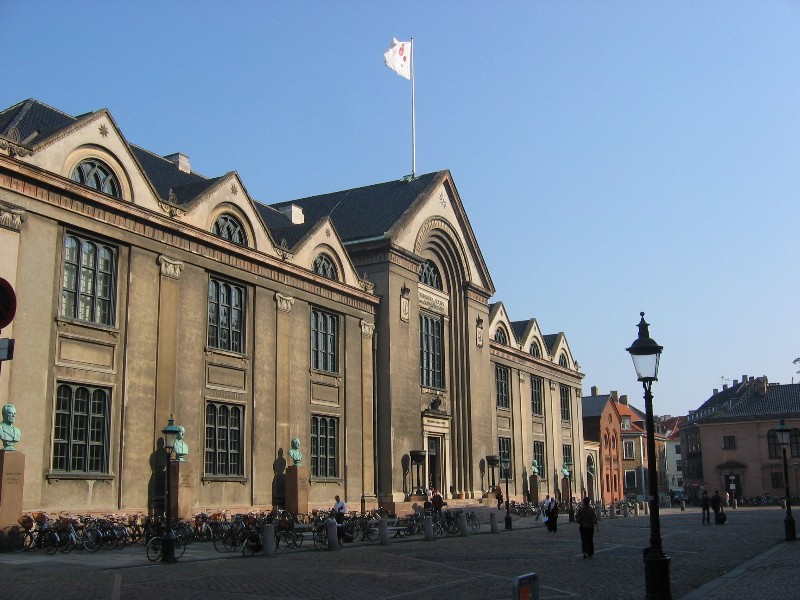
Edifici principal a Frue Plads.

La Universitat de Copenhaguen va ser fundada el 1r de juny de 1479 i és la universitat més antiga de tot Dinamarca. El 1475, Cristià I de Dinamarca va rebre una butlla papal per part de Sixt IV amb permís per establir una universitat a Dinamarca. La butlla va ser emesa el 19 de juny de 1475 com a resultat de la visita a Roma de l'esposa de Cristià I, Dorotea de Brandenburg, reina de Dinamarca.
El 4 d'octubre de 1478 Cristià I va emetre un reial decret pel qual s'establia oficialment la Universitat de Copenhaguen. En aquest decret, Cristià I va fixar les normes i lleis que regeixen la universitat. El reial decret elegí el mestre Peder Albertsen com a vicerector de la universitat, i la seva tasca era incorporar diversos estudiosos a la nova universitat i establir així les seves quatre primeres facultats: Teologia, Dret, Medicina i Filosofia. El reial decret va fer que la Universitat de Copenhaguen gaudís del patrocini reial des del seu inici. A més a més, la universitat va ser explícitament establerta com una institució autònoma, donant-li un alt grau de llibertat jurídica. Com a tal, la Universitat de Copenhaguen s'havia d'administrar sense interferències reials, i no estava subjecta a les lleis habituals que governaven el poble danès.
La Universitat es va dissoldre cap a l'any 1531 a conseqüència de la propagació del protestantisme. Va ser restablerta el 1537 pel rei Cristià III després de la Reforma Protestant. El rei va encarregar a Johannes Bugenhagen, que va venir de Wittenberg a Copenhaguen per ocupar la càtedra de Teologia. La carta de concessió resultant va ser emesa el 1539.Entre 1675 i 1788, la universitat va introduir el concepte d'exàmens de grau. Un examen de teologia es va afegir el 1675, seguit d'un de dret el 1736. El 1788, totes les facultats requerien un examen abans d'emetre el títol.
A principis del segle XIX, el nombre de professors havia augmentat fins a 39, i el nombre d'alumnes a aproximadament 1.000, però el 1807, el bombardeig britànic de Copenhaguen. enquadrat dins les Guerres Napoleòniques, va destruir la majoria dels edificis de la universitat. L'any 1836, però, es va inaugurar el nou edifici principal de la universitat enmig d'un extens edifici que es va continuar construint fins a finals de segle. Durant aquest període també es van establir la Biblioteca Universitària (avui dia part de la Biblioteca Reial Danesa), el Museu Zoològic, el Museu Geològic, el Jardí Botànic amb els seus hivernacles i el Col·legi Tècnic.
Entre el 1842 i el 1850 es van reestructurar les facultats de la universitat. Així a partir de 1842, la Facultat de Medicina Universitària i l'Acadèmia de Cirurgians es van fusionar per formar la Facultat de Ciències Mèdiques, mentre que el 1848 la Facultat de Dret es va convertir en la Facultat de Jurisprudència i Ciència Política. El 1850, la Facultat de Matemàtiques i Ciències es va separar de la Facultat de Filosofia. El 1845 i el 1862 Copenhaguen va organitzar reunions d'estudiants nòrdics amb la Universitat de Lund. La primera dona estudiant es va matricular a la universitat l'any 1877 i el 1909, Kirstine Meyer, fou la primera dona a obtenir un doctorat en ciències naturals.
La universitat va experimentar un creixement explosiu entre el 1960 i el 1980. El nombre d'estudiants va passar d'uns 6.000 el 1960 a uns 26.000 el 1980. Els edificis construïts durant aquest període inclouen el nou Museu Zoològic, els Instituts Hans Christian Ørsted i August Krogh i l'edifici Panum al campus Nordd i el campus a l'illa d'Amager.
Des de la seva inauguració el 1479 fins al 2004, la universitat va ser dirigida per un rector i un consell rector. En el tombant de l'any 2004/2005, el consell va ser suprimit i substituït per una junta i un consell d'administració representada pel rector, vicerector, degans i caps de departament.
El gener de 2007, es van integrar a la Universitat de Copenhaguen la Reial Universitat Veterinària i Agrícola (Kongelige Veterinær- og Landbohøjskole) i la Universitat Danesa de Ciències Farmacèutiques, convertint-se en facultats i van ser rebatejades com a Facultat de Ciències de la Vida i Facultat de Ciències Farmacèutiques. El gener de 2012, la Facultat de Ciències Farmacèutiques i la part de veterinària de la Facultat de Ciències de la Vida es van fusionar amb la Facultat de Ciències de la Salut formant la nova Facultat de Ciències de la Salut i Mèdiques, i la resta de la Facultat de Ciències de la Vida es va fusionar en el Facultat de Ciències.

### Segell de la Universitat

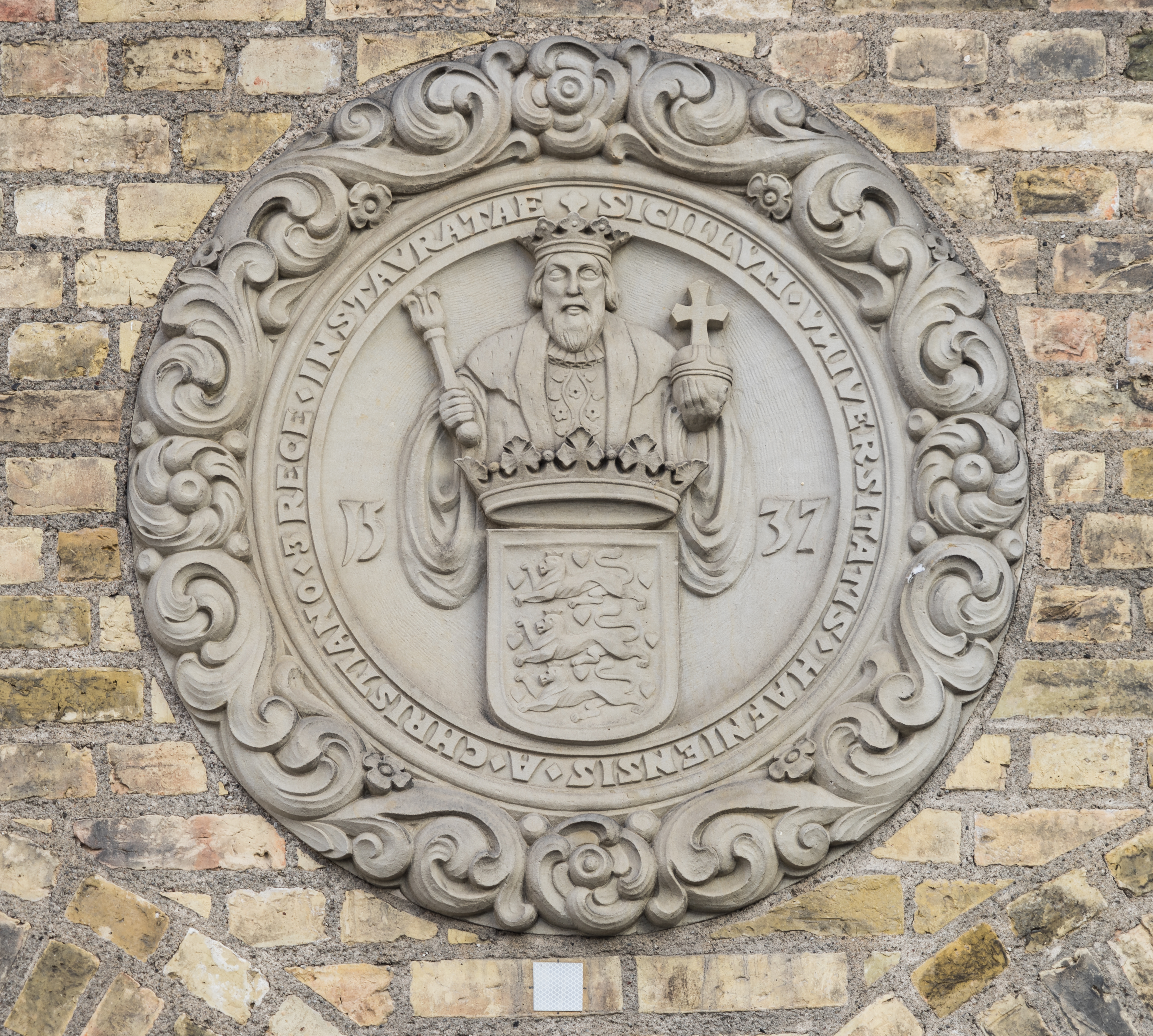
El segell universitari a la façana del col·legi Regensen al carrer Krystalgade.

El segell més antic conegut de la universitat data d'una carta de 1531, representa Sant Pere amb una clau i un llibre. En un cercle al seu voltant hi ha el text
| Sigillum universitatis studii haffnensis. | (Segell de la universitat d'estudis de Copenhaguen) |

Quan la universitat fou restablerta per Cristià III el 1537 després de la Reforma Protestant, va rebre un nou segell, en el que es mostra a Cristià III amb una corona, un ceptre i un globus imperial sobre un escut d'armes coronat; aquest està dividit verticalment entre l'escut de Dinamarca i l'escut de Noruega. El text és
| Sigillum Universitatis Hafniensis A Christiano III Rege Restauravit | (Segell de la Universitat de Copenhaguen, restablerta pel rei Cristià III) |

El segell de 1537 és molt semblant al segell actual, que es va fer l'any 2000 i s'utilitza com a emblema de la universitat. El text és diferent i l'escut coronat només mostra les armes de Dinamarca (com ja va passar des del 1820, quan es va eliminar la referència heràldica a Noruega). El text és
| Sigillum Universitatis Hafniensis Fundae 1479 Reformatæ 1537 | Segell de la Universitat de Copenhaguen Fundada el 1479 Reformada el 1537 |

## Associacions internacionals de les quals forma part
La universitat forma part de les següents xarxes de cooperació internacional: des del 2017 de la Lliga d'Universitats d'Investigació Europees (LERU), l'Aliança Internacional d'Universitats de Recerca (IARU), la 4EU+, Europaeum.

## Personalitats destacades

### Professors
Categoria principal: Professors de la Universitat de Copenhaguen
- Thomas Fincke (1561-1656), matemàtic. Va introduir els conceptes de tangent i secant.
- Johannes Fibiger (1867-1928), patòleg. Premi Nobel de Medicina (1926)
- Ben Roy Mottelson (1926-), físic. Premi Nobel de Física (1975) per la recerca en nuclis atòmics.
- Ole Due (1931-2005), jutge i president del Tribunal de Justícia de la Unió Europea.
- Morten Meldal (1954-), químic. Premi Nobel de Química (2022) per la química del clic.

### Alumnes
- Tycho Brahe (1546–1601), astrònom, mentor de Johannes Kepler. Primera documentació científica de supernoves.
- Thomas Fincke (1561–1656), matemàtic i físic.
- Caspar Bartholin (1585–1629), professor de medicina i teologia. Descobridor del funcionament del nervi olfactori.
- Olaus Wormius (1588–1655), metge i antiquari.
- Thomas Bartholin (1616–1680), metge, matemàtic i teòleg. Descobridor del sistema limfàtic.
- Erasmus Bartholin (1625–1698), matemàtic, físic i metge. Va descobrir la birefringència, però no va poder donar una explicació científica.
- Thomas Hansen Kingo (1634–1703), bisbe i poeta.
- Nicolaus Steno (1638–1696), pioner en anatomia i geologia. Considerat el pare de l'estratigrafia.
- Ole Rømer (1644–1710), astrònom. Va fer les primeres mesures quantitatives de la velocitat de la llum.
- Peder Horrebow (1679–1764), astrònom i membre de l'Acadèmia Francesa de les Ciències.
- Ludvig Holberg (1684–1754), dramaturg, historiador i assagista.
- Christian Jacob Protten (1715–1769), lingüista, traductor i missioner de l'Església de Moràvia.
- Morten Thrane Brunnich (1737–1827), zoòleg i mineralogista.
- Caspar Wessel (1745–1818), matemàtic i cartògraf.
- Martin Vahl (1749–1804), botànic i zoòleg.
- Hans Christian Ørsted (1777–1851), físic i químic. Va descobrir l'electromagnetisme.
- Anders Sandøe Ørsted (1778–1860), advocat, jurista i polític. Fou primer ministre de Dinamarca.
- Adam Gottlob Oehlenschläger (1779–1850), poeta i escriptor. Autor de la lletra de l'himne nacional danès Der er et yndigt land.
- N. F. S. Grundtvig (1783–1872), eclesiàstic, teòleg, escriptor, filòsof, poeta, polític i historiador.
- Christopher Hansteen (1784–1873), física, geofísic i astrònom noruec.
- Johan Ludvig Heiberg (1791–1860), poeta, dramaturg i crític.
- Magnús Eiríksson (1806–1881), teòleg islandès.
- Søren Kierkegaard (1813–1855), teòleg i filòsof. Considerat el pare de l'existencialisme.
- Anders Sandoe Oersted (1816–1872), botànic, zoòleg i micòleg.
- Hinrich Johannes Rink (1819–1893), geòleg i fundador del primer diari en groenlandès.
- Peter Ludvig Panum (1820–1885), fisiòleg i patòleg. l'Edifici Panum del campus Nord rep el seu nom.
- Hans Schjellerup (1827–1887), astrònom.
- Carl Lange (1834–1900), metge.
- Thorvald Nicolai Thiele (1838–1910), astrònom i matemàtic.
- Julius Petersen (1839–1910), matemàtic. Pioner en la teoria de grafs.
- Eugenius Warming (1841–1924), botànic. Fundador d ela disciplina de l'ecologia.
- Georg Brandes (1842–1927), escriptor i crític.
- Vilhelm Thomsen (1842–1927), lingüista.
- Harald Høffding (1843–1931), filòsof i teòleg.
- Herman Trier (1845–1925), pedagog i polític.
- Hans Christian Gram (1853–1938), bacteriòleg. Inventor de la tinció de Gram.
- Christian Bohr (1855–1911), fisiòleg. Va descriure el fenomen conegut com a efecte Bohr.
- Wilhelm Johannsen (1857–1927), botànic. Primer va encunyar la paraula gen en el seu ús modern.
- Niels Ryberg Finsen (1860–1904), metge. Premi Nobel de Medicina (1903)
- Otto Jespersen (1860–1943), lingüista. Cofundador de l'Associació Fonètica Internacional
- Kirstine Meyer (1861–1941), física. Primera dona a obtenir un doctorat en ciències naturals.
- Hannes Hafstein (1861–1922), polític i poeta islandès.
- Johannes Andreas Grib Fibiger (1867–1928), metge. Premi Nobel de Medicina (1926)
- Holger Pedersen (1867–1953), lingüista.
- Agner Krarup Erlang (1878-1929), científic. Cèlebre per les seves aportacions a la teoria de cues, clau en telecomunicacions.
- Søren Peter Lauritz Sørensen (1868–1939), químic. Va introduir el concepte de pH.
- Martin Knudsen (1871–1949), físic.
- August Krogh (1874–1949), metge. Premi Nobel de Medicina (1920)
- Holger Scheuermann (1877–1960), cirurgià. Pel qual porta el nom la malaltia de Scheuermann.
- Kirstine Smith (1878–1939), estadística.
- Benjamin Christensen (1879–1959), director de cinema, guionista i actor.
- Ingeborg Hammer-Jensen (1880–1955), historiadora de la ciència i filòloga clàssica. Va ser la tercera dona en obtenir un doctorat.
- Niels Bohr (1885–1962), físic. Premi Nobel de Física (1922) i un dels «pares» de la teoria quàntica.
- Øjvind Winge (1886–1964), biòleg.
- Harald Bohr (1887–1951), matemàtic i futbolista.
- Inge Lehmann (1888–1993), sismòloga. El límit de separació entre les dues zones del nucli de la Terra s'anomena discontinuïtat de Lehmann.
- Jakob Nielsen (1890–1959), matemàtic.
- Julie Vinter Hansen (1890–1960), astrònoma.
- Carl Værnet (1893–1965), metge.
- Oskar Klein (1894–1977), físic teòric suec.
- Henrik Dam (1895–1976), metge i bioquímic. Premi Nobel de Medicina (1943)
- Ove Arup (1896–1988), enginyer estructural anglodanès.
- Alf Ross (1899–1979), jurista, filòsof jurídic i jutge del Tribunal Europeu de Drets Humans.
- Louis Hjelmslev (1899–1965), lingüista. Creador de la teoria lingüistica anomenada glossemàtica.
- Anton Frederik Bruun (1901–1961), oceanògraf.
- Georg Rasch (1901–1980), matemàtic, estadístic i psicometrista.
- Knud Ejler Løgstrup (1905–1981), filòsof i teòleg.
- Piet Hein (1905–1996), científic, inventor, matemàtic, escriptor i poeta.
- Bengt Strömgren (1908–1987), astrònom i astrofísic.
- Hilde Levi (1909–2003), física alemanya-danesa. Pionera de l'ús d'isòtops radioactius en biologia i medicina.
- Niels Kaj Jerne (1911–1994), metge. Premi Nobel de Medicina (1984)
- Preben von Magnus (1912–1973), viròleg.
- Jens Otto Krag (1914–1978), polític. Dues vegades primer ministre de Dinamarca.
- Poul Hartling (1914–2000), polític i diplomàtic. Fou primer ministre de Dinamarca, alt comissionat de ACNUR i Premi Nobel de la Pau en nom de l'ACNUR (1981)
- Bjørn Aage Ibsen (1915–2007), anestesista. Fundador de la medicina intensiva.
- Poul Bjørndahl Astrup (1915–2000), químic clínic.
- Jens Christian Skou (1918-), químic. Premi Nobel de Química (1997)
- Hans H. Ørberg (1920–2010), lingüista i erudit.
- Aage Bohr (1922–2009), física. Premi Nobel de Física (1975)
- Halfdan T. Mahler (1923–2016), físic. Director General de l'Organització Mundial de la Salut.
- Ólafía Einarsdóttir (1924–2017), arqueòloga i historiadora islandesa.
- Ben Roy Mottelson (1926–2022), físic nuclear d'origen nord-americà. Premi Nobel de Física (1975)
- Peter Naur (1928–2016), científic. Pioner en la informàtica i guanyador del Premi Turing (2005)
- Poul Schlüter (1929–2021), polític. Fou primer ministre de Dinamarca.
- Vigdís Finnbogadóttir (1930-), política. Fou President d'Islàndia.
- Ozer Schild (1930–2006), acadèmic israelià d'origen danès. President de la Universitat de Haifa i de la Universitat d'Ariel.
- Jørgen Rischel (1934–2007), lingüista.
- Per Kirkeby (1938-), pintor, escultor, director i escriptor.
- Per Pinstrup-Andersen (1939-), economista. Premi Mundial d'Alimentació (2001)
- Søren Johansen (1939-), econometrista.
- Lasse Hessel (1940-), metge. Inventor del preservatiu femení.
- Anders Boserup (1940–1990), físic i sociòleg. Cofundador de l'Institut Danès per a la Recerca de la Pau i els Conflictes i de la Fundació Nordic Peace.
- Aage B. Sørensen (1941–2001), sociòleg.
- Holger Bech Nielsen (1941-), físic. Reconegut per ser un dels creadors de la teoria de cordes.
- Jørgen Haugan (1941-), filòsof, autor i professor noruec.
- Poul Nyrup Rasmussen (1943-), polític. Fou primer ministre de Dinamarca.
- Claus Bjørn (1944–2005), autor, historiador i locutor de ràdio i televisió.
- Niels Peter Lemche (1945-), estudiós bíblic.
- Mogens Lykketoft (1946-), polític. Fou president de l'Assemblea General de les Nacions Unides.
- Halldór Ásgrímsson (1947-), polític islandès. Fou primer ministre d'Islàndia.
- Uffe Haagerup (1949-), matemàtic.
- Peter Høeg (1957-), escriptor. Autor de la novel·la Smilla's Sense of Snow adaptada al cinema com a Smilla, el missatge de la neu.
- Mads Tofte (1959-), informàtic teòric.
- Ole Wæver (1960-), professor de relacions internacionals. Un dels exponents de l'Escola de Copenhaguen.
- Steve Scully (1960-), presentador, productor i editor polític nord-americà.[41]
- Corinna Cortes (1961-), informàtica teòrica. Vicepresidenta a Google Research a Nova York.
- Lars Løkke Rasmussen (1964-), polític fundador dels Moderats. Dues vegades primer ministre de Dinamarca.
- Lars Mikkelsen (1964-), actor.
- Bjørn Lomborg (1965-), economista.
- Helle Thorning-Schmidt (1966-), política. Fou líder dels Socialdemòcrates i primera ministra de Dinamarca.
- Marie-Louise Nosch (1970-), arqueòloga.
- Morten Meldal (1954-), químic. Premi Nobel de Química (2022) pel desenvolupament de la química del clic.

## Galeria

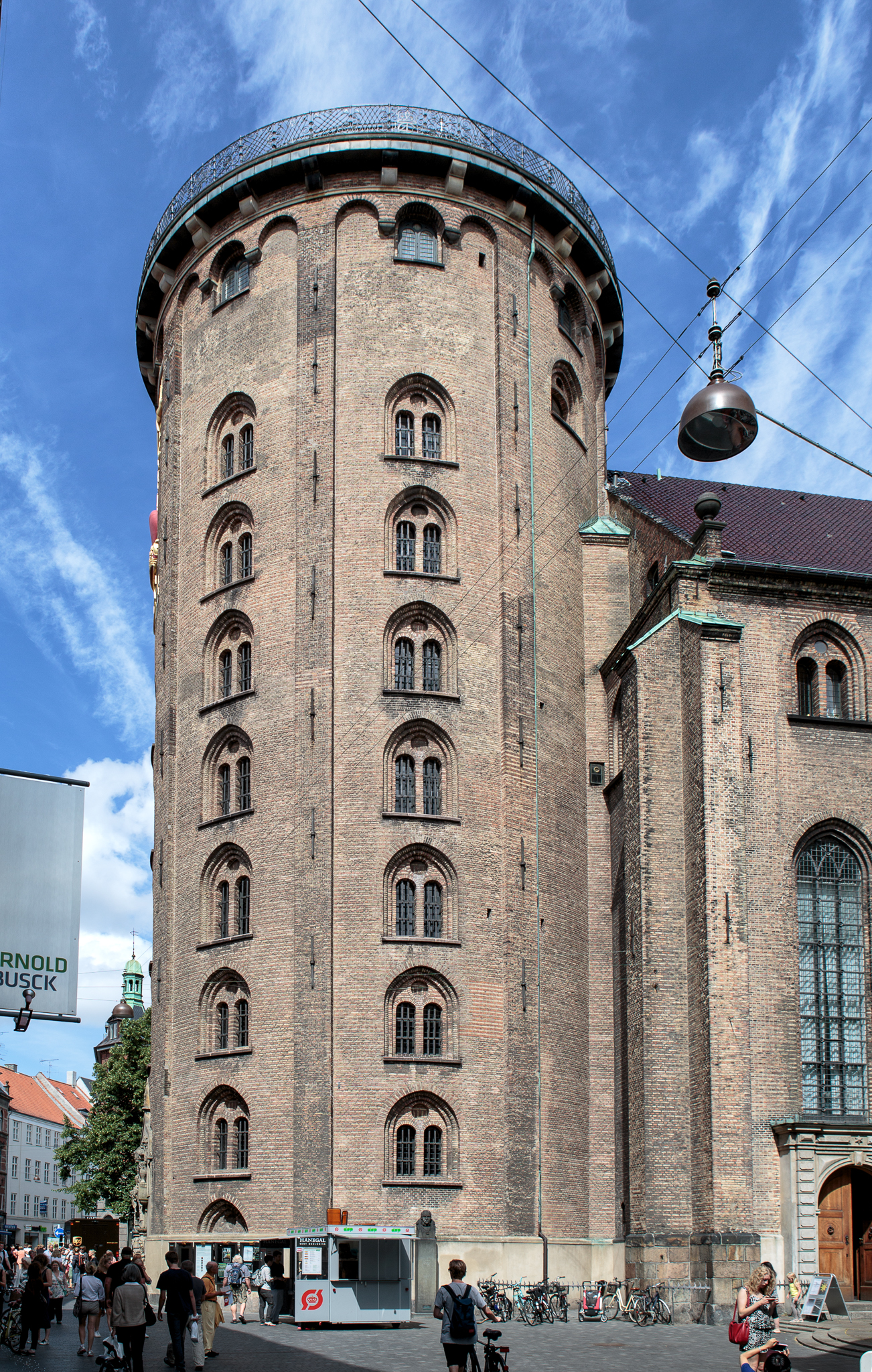
La Torre Rodona, utilitzada com a observatori per l'astrònom Ole Rømer.
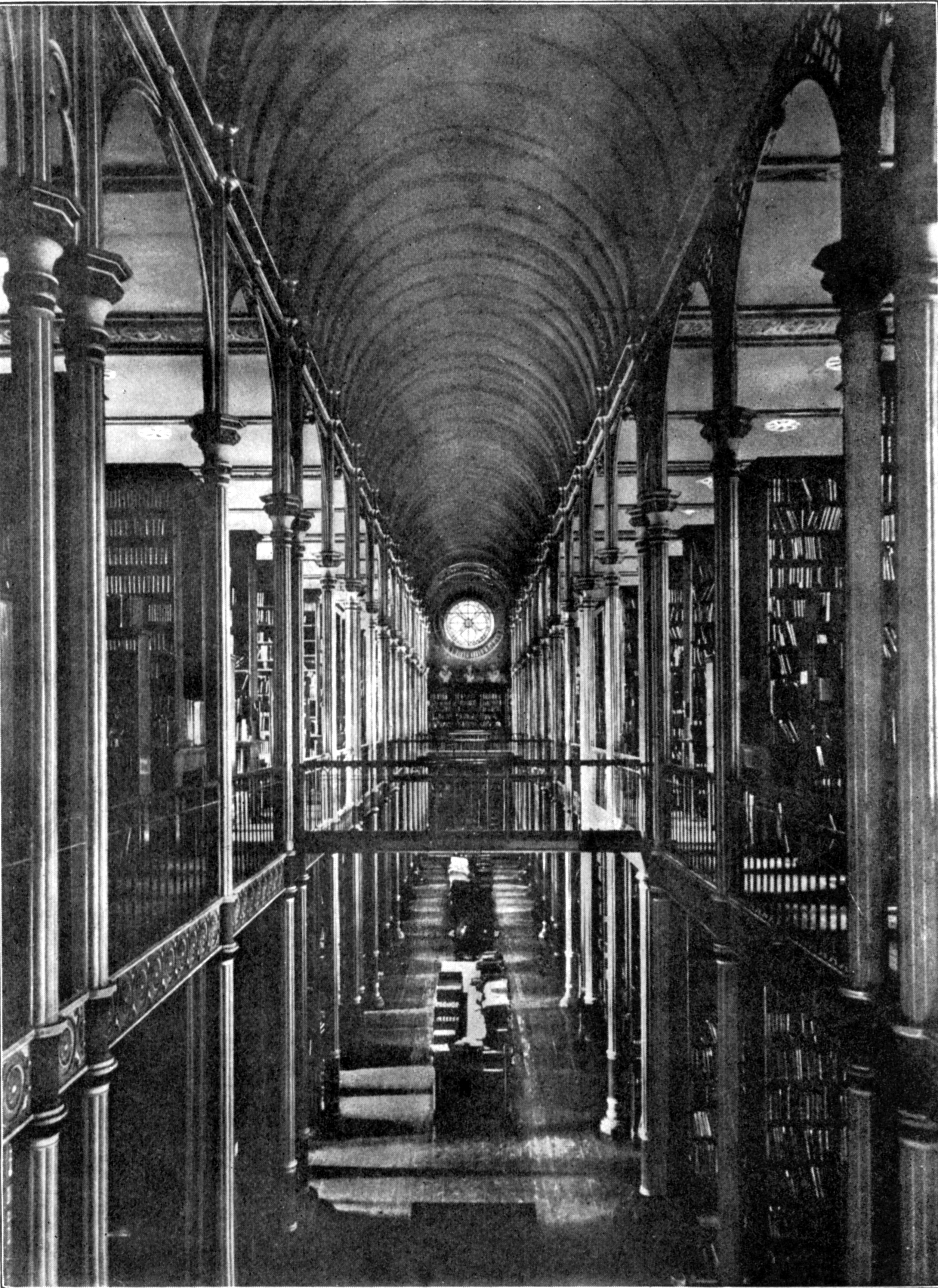
Interior de l'antiga biblioteca universitària de Fiolstræde cap al 1920.
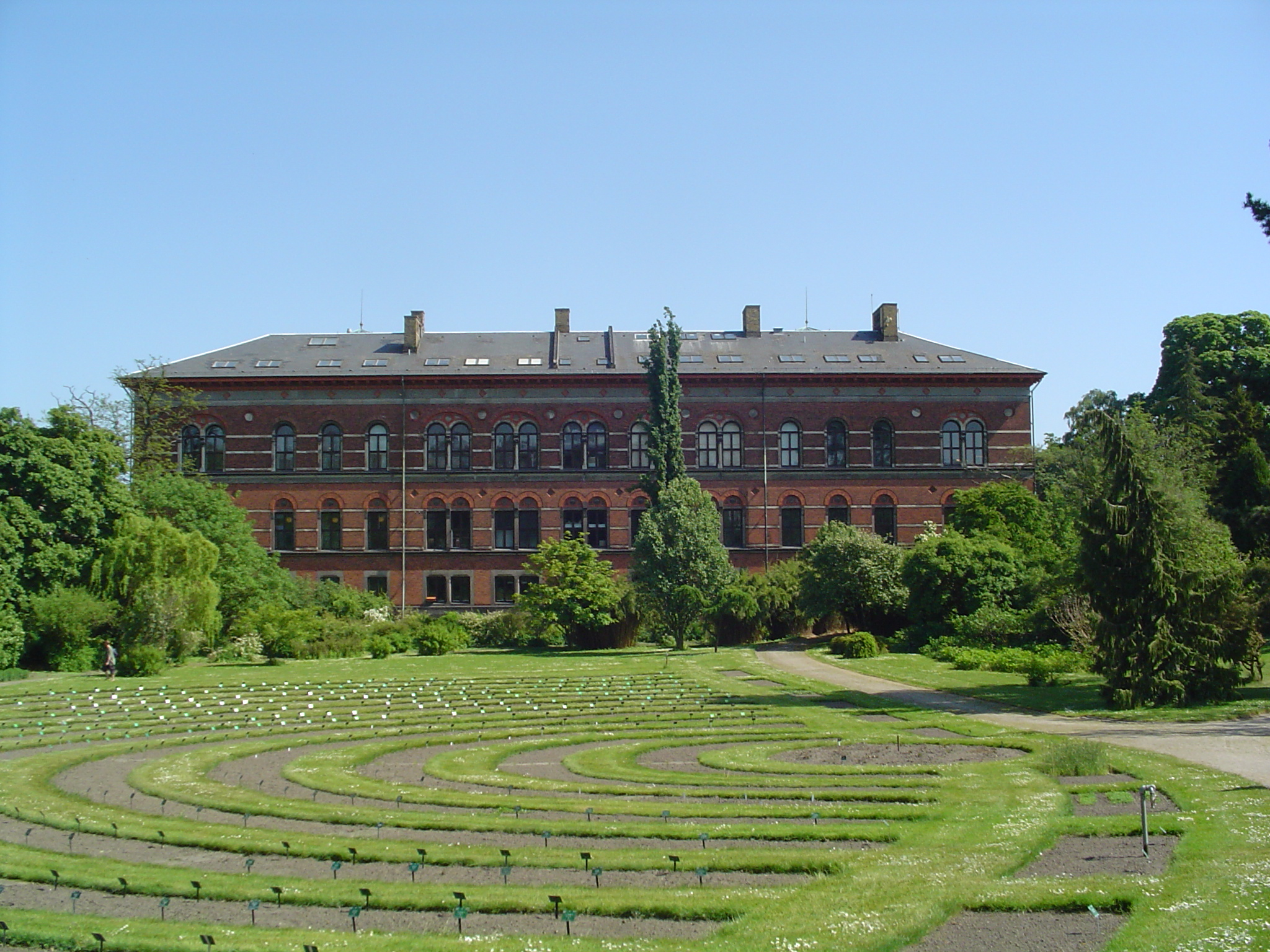
Museu Geològic, ara part del Museu d'Història Natural de Dinamarca.
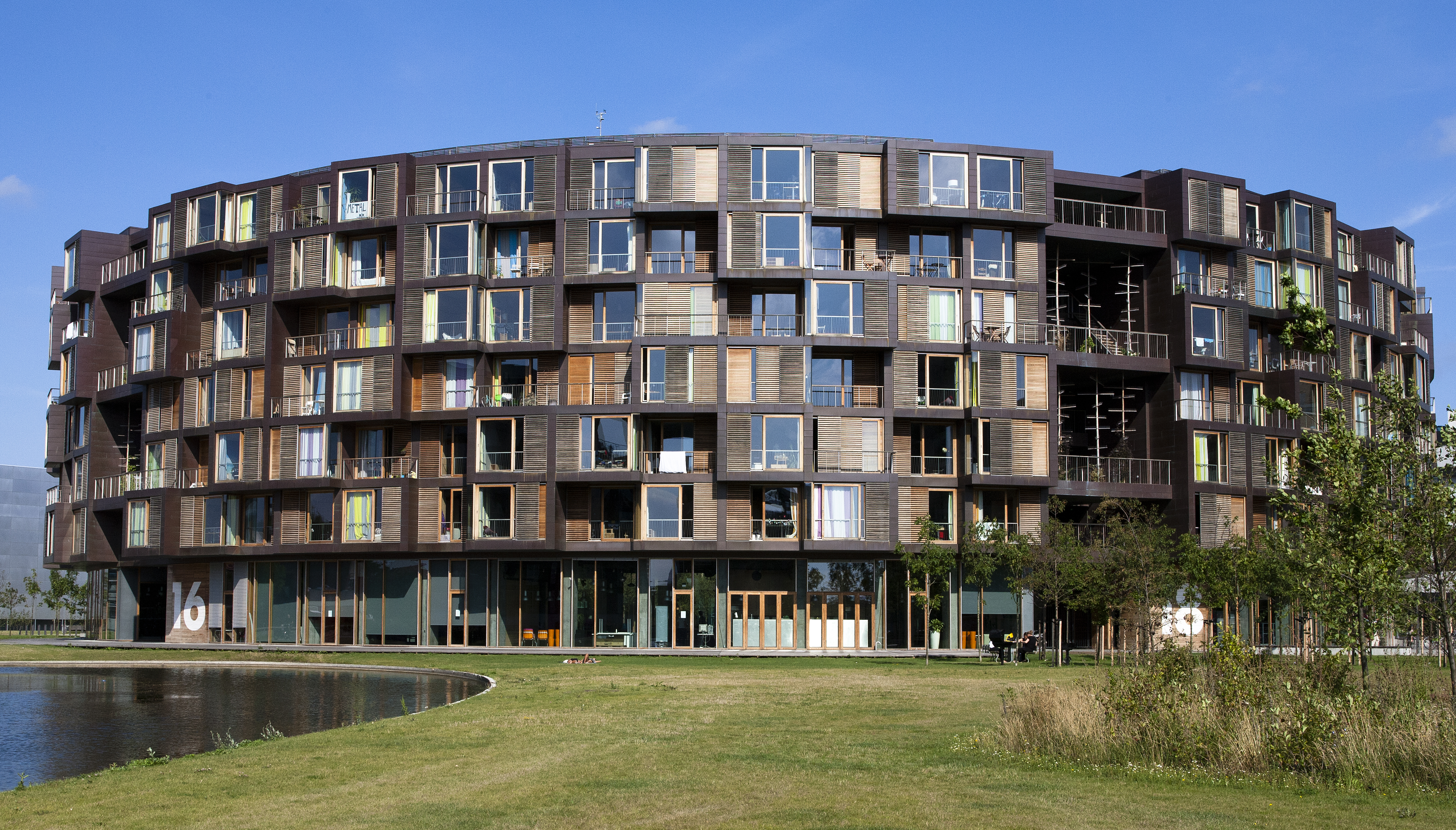
Residència d'estudiants Tietgenkollegiet.